# Île Gaby
L'île Gaby est une île française de l'archipel des Kerguelen située à l'entrée de la baie des Swains entre le sud-est de la péninsule Gallieni et l'ouest de la presqu'île Jeanne d'Arc.